# Западнокатуйский язык
Западнокатуйский язык (зап.-кат. ktəu) — язык одноимённого народа, проживающего на юго-востоке Лаоса в провинциях Саваннакхет и Секонг. Относится к катуической ветви мон-кхмерских языков. Общее количество носителей по переписи 2015 года — 28 тысяч человек.

## Классификация
В составе катуической ветви оба языка кату помещают в юго-восточную группу вместе с языками дакканг и канту, либо в восточную группу и подгруппу кату-пако вместе с таренг и восточнокатуйским, а также пако и фыонг.

## Современное положение
Имеется несколько диалектов: канту, триу, дакканг; «горный кату» — отдельный восточнокатуйский язык.

## Письменность
Письменность на основе лаосского алфавита.

## Лингвистическая характеристика

### Фонетика
Кату, как и все катуические, имеет богатый вокализм, хотя смычные терминали праязыка в них утрачены.
|               |                  | Губно-губные | Губно-зубные | Зубные/ альвеолярные | Нёбные            | Велярные | Глоттальные   |
| ------------- | ---------------- | ------------ | ------------ | -------------------- | ----------------- | -------- | ------------- |
| Носовые       | Носовые          | [m]          |              | [n]                  | [ɲ] ⟨nh⟩ или ⟨ɲ⟩  | [ŋ]      |               |
| Взрывные      | непридыхательные | [p]          |              | [t]                  | [tʃ] ⟨c⟩          | [k]      | [ʔ] ⟨ʔ, q⟩[1] |
| Взрывные      | придыхательные   | [pʰ]         |              | [tʰ]                 |                   |          |               |
| Взрывные      | звонкие          | [b]          |              | [d]                  | [ɟ] ⟨j⟩           | [2]      |               |
| Взрывные      | глоттализованные | [ɓ]          |              | [ɗ]                  |                   |          |               |
| фрикативные   | фрикативные      |              | [v]          |                      | [s][3]            |          | [h]           |
| Аппроксиманты | Аппроксиманты    | [w] [wʔ][4]  |              | [l]                  | [j] ⟨y⟩ [jʔ] ⟨yʔ⟩ |          |               |

1  В конце слова обозначается как q, иначе — как ʔ.
2  Звук [g] имеется в восточнокатуйском.
3  В восточнокатуйском реализуется как [t͡ʃʰ].
4  Оба встречаются только в финали слога.
|                | МФА      | МФА         | МФА    | Орфография на базе куокнгы | Орфография на базе куокнгы | Орфография на базе куокнгы |
|                | Передние | Средние     | Задние | Передние                   | Средние                    | Задние                     |
| -------------- | -------- | ----------- | ------ | -------------------------- | -------------------------- | -------------------------- |
| Верхние        | [i]      | [ɨ] или [ɯ] | [u]    | i                          | ư                          | u                          |
| Средне-верхние | [e]      | [ə]         | [o]    | ê                          | â                          | ô                          |
| Средне-нижние  | [ɛ]      | [ʌ] или [ɤ] | [ɔ]    | e                          | ơ                          | o                          |
| Нижние         | [a]      |             | [ɒ]    |                            | a                          | ó                          |

Все гласные могут быть долгими и краткими; в латинской орфографии долгота обозначается удвоением соответствующего символа: Kimêêt [kimeːt].
Краткие гласные в последнем слоге слова глоттализованы всегда, долгие могут как быть глоттализованы, так и не быть.
Имеется три дифтонга: [ia], [ɨa] и [ua]. В сочетании с конечнослоговым [j] встречаются также [ɨə].

### Структура слога
Слова одно- или двухсложные, в последнем случае первый слог представляет собой пресиллаб (с частично редуцированной финалью). Структура слога — C¹(C²)V(C³), причём C² может быть только [l] или [r]. В случае, если в слоге имеется С², первый согласный может быть p, b, ɓ, t, d, c, s, k, kʰ.
Слоговые носовые, имеющиеся в восточнокатуйском, западнокатуйский утратил, они редуцировались до гортанной смычки.
Если слово начинается с преглоттализованного [j], то оно кончается глоттализованным [j].
Краткие гласные не встречаются в открытых слогах.

### Морфология
Грамматические значения выражаются префиксами и инфиксами. Аналитические маркеры почти не используются. К примеру, для выражения пассивного залога, каузатива и антикаузатива применяется аффиксация.

### Синтаксис
Порядок слов относительно свободный, выражает различные грамматические значения. Глагол, обозначающий фазу действия (начало, окончание) может передвигаться в начало предложения.
Существительные разделяются на личные, неличные, одушевлённые и неодушевлённые классификаторами:
|          |         | Восточнокатуйский | Западнокатуйский |
| -------- | ------- | ----------------- | ---------------- |
| Люди     | Люди    | canak             | nak              |
| Животные | Живые   | anam              | panɔŋ            |
| Животные | Неживые | tala              | panɔŋ            |
| Вещи     | Вещи    | abɛʔ              | abɛʔ             |

Имеется несколько малоиспользуемых вторичных классификаторов: [tala] (плоские тонкие объекты), [talaŋ] (пространства), [nlɔɔc] (длинные тонкие объекты).